# هیبارد (آریزونا)
هیبارد (به انگلیسی: Hibbard) یک منطقهٔ مسکونی در ایالات متحده آمریکا است که در آریزونا واقع شده‌است. هیبارد ۱٬۵۰۹ متر بالاتر از سطح دریا واقع شده‌است.